# Governador Edison Lobão
Governador Edison Lobão – miasto i gmina w Brazylii, w Regionie Północno-Wschodnim, w stanie Maranhão.  
Ma powierzchnię 615,84 km². Według danych ze spisu ludności w 2010 roku gmina liczyła 15 895 mieszkańców, a gęstość zaludnienia wynosiła 25,81 osób/km². Dane szacunkowe z 2019 roku podają liczbę 18 296 mieszkańców. 
Governador Edison Lobão graniczy od północy z gminą Davinópolis, od wschodu i południa z gminą Montes Altos, od wschodu z gminą Buritirana, od zachodu ze stanem Tocantins, a od południa z gminą Ribamar Fiquene.
W 2017 roku produkt krajowy brutto per capita wyniósł 14 354,75 reali brazylijskich.
Gminę utworzono w 1994 roku, wcześniej tereny te administracyjnie były przynależne do gminy Imperatriz.